# 香呂村
香呂村（こうろむら）は、兵庫県神崎郡にあった村。現在の姫路市香寺町の南半にあたる。

## 地理
- 河川 ： 市川、須加院川、矢田部川、恒屋川

## 歴史
- 1889年（明治22年）4月1日 - 町村制の施行により、神西郡香呂村・行重村・矢田部村・相坂村・犬飼村・中屋村・中仁野村・須加院村・広瀬村・田野村の区域をもって発足。
- 1896年（明治29年）4月1日 - 所属郡が神崎郡に変更。
- 1954年（昭和29年）3月31日 - 中寺村と合併して香寺町が発足。同日香呂村廃止。

## 交通

### 鉄道路線
- 日本国有鉄道
  - 播但線
    - 香呂駅